# Ortega (Colombia)
Ortega è un comune della Colombia facente parte del dipartimento di Tolima.
L'abitato venne fondato da Nicolas Ramírez nel 1821, mentre l'istituzione del comune è del 21 febbraio 1863.